# Medaillenspiegel der Olympischen Winterspiele 1948
Diese Tabelle zeigt den Medaillenspiegel der Olympischen Winterspiele 1948 in St. Moritz. Die Platzierungen sind nach der Anzahl der gewonnenen Goldmedaillen sortiert, gefolgt von der Anzahl der Silber- und Bronzemedaillen. Weisen zwei oder mehr Länder eine identische Medaillenbilanz auf, werden sie alphabetisch geordnet auf dem gleichen Rang geführt. Dies entspricht dem System, das vom IOC verwendet wird.
Beim Eisschnelllauf über 500 m wurden drei Silbermedaillen und daher keine Bronzemedaille vergeben. In der Abfahrt der Männer gab es zwei Bronzemedaillengewinner.

## Medaillenspiegel
| Platz | Mannschaft               | Gold | Silber | Bronze | Gesamt |
| ----- | ------------------------ | ---- | ------ | ------ | ------ |
| 01    | Norwegen (NOR)           | 4    | 3      | 3      | 10     |
| 0     | Schweden (SWE)           | 4    | 3      | 3      | 10     |
| 03    | Schweiz (SUI)            | 3    | 4      | 3      | 10     |
| 04    | Vereinigte Staaten (USA) | 3    | 4      | 2      | 9      |
| 05    | Frankreich (FRA)         | 2    | 1      | 2      | 5      |
| 06    | Kanada (CAN)             | 2    | —      | 1      | 3      |
| 07    | Österreich (AUT)         | 1    | 3      | 4      | 8      |
| 08    | Finnland (FIN)           | 1    | 3      | 2      | 6      |
| 09    | Belgien (BEL)            | 1    | 1      | —      | 2      |
| 10    | Italien (ITA)            | 1    | —      | —      | 1      |
| 11    | Ungarn (HUN)             | —    | 1      | —      | 1      |
| 0     | Tschechoslowakei (TCH)   | —    | 1      | —      | 1      |
| 13    | Großbritannien (GBR)     | —    | —      | 2      | 2      |
|       | Gesamt                   | 22   | 24     | 22     | 68     |

## Medaillenspiegel Demonstrationswettbewerbe*
| Platz | Mannschaft     | Gold | Silber | Bronze | Gesamt |
| ----- | -------------- | ---- | ------ | ------ | ------ |
| 01    | Schweden (SWE) | 1    | 1      | 2      | 4      |
| 02    | Schweiz (SUI)  | 1    | —      | —      | 1      |
| 03    | Finnland (FIN) | —    | 1      | —      | 1      |
|       | Gesamt         | 2    | 2      | 2      | 6      |

* Zu den Demonstrationswettbewerben gehörten Militärpatrouille und Winter-Pentathlon.